# Historia resumida del periodismo médico en España
Historia resumida del periodismo médico en España es un opúsculo escrito por el médico y académico Ángel de Larra y Cerezo, publicado en 1905 por la revista La Medicina Militar Española.

## Descripción
La obra, de poco más de treinta páginas y concebida para ser presentada en el II Congreso Internacional de la Prensa Médica celebrado en 1903, fue publicada en 1905, apadrinada por La Medicina Militar Española e impresa por Ricardo Rojas. En las primeras páginas, se dice Larra y Cerezo seguidor de Francisco Méndez Álvaro y destaca sus Breves apuntes para la historia del periodismo médico y farmacéutico en España, fuente a la que regresa en más de una ocasión a lo largo de su opúsculo. Destaca también en esas primeras palabras a España como una de las primeras cunas de periódicos médicos, con más de una decena nacidos en el siglo XVIII. «Es decir, que la vitalidad periodística de España durante ella se igualó con sus 11 ó 12 millones de habitantes en la Metrópoli, á la de varios centenares de millones de hombres en el resto del globo», se congratula. Prosigue con un repaso histórico y se adentra ya luego en un «resumen cronológico y residencial de las publicaciones médicas españolas», con unos mínimos datos sobre cada una de ellas. Se incluyen publicaciones aparecidas en España «hasta 31 de Diciembre de 1904». La lista ha sido tachada por Fernández Sanz de «bastante completa y orientadora».